# Saison 1992-1993 de la LNH
Saison précédente Saison suivante
La saison 1992-1993 est la 76e saison régulière de la Ligue nationale de hockey. Les vingt-quatre franchises jouent chacune 84 matchs. C'est la première saison des Sénateurs d'Ottawa et du Lightning de Tampa Bay dans la ligue qui compte maintenant 24 équipes. Pour célébrer le centenaire de la Coupe Stanley, chaque joueur porte un écusson spécifique sur le maillot.

## Saison régulière
En prélude à la saison, deux nouvelles franchises sont admises dans la ligue. Le 28 juin, un repêchage d'expansion est organisé pour leur permettre de choisir deux joueurs dans chacune des autres équipes à l'exception des Sharks de San José qui ont rejoint la ligue la saison précédente.
Avec 17 matchs gagnés consécutivement, les Penguins de Pittsburgh réalisent la série la plus longue de l'histoire de la ligue.
La saison 1992-1993 demeure la saison de la Ligue nationale de hockey la plus prolifique de l'histoire de la ligue : 21 joueurs, dont 4 des Penguins de Pittsburgh, terminent avec plus de 100 points marqués ; 14 joueurs marquent au moins 50 buts et la moyenne de buts marqués par match est de 7,25. Teemu Selänne, des Jets de Winnipeg, remporte le trophée Calder et bat le record de Mike Bossy du plus grand nombre de buts marqués par un joueur dans sa première saison dans la ligue.

### Classements finaux
- * Les franchises qualifiées pour les séries éliminatoires sont indiquées dans des lignes de couleur.

#### Association Prince de Galles
| Clt   | Équipe                | PJ | V  | D  | N  | BP  | BC  | Pts |
| ----- | --------------------- | -- | -- | -- | -- | --- | --- | --- |
| +001, | Bruins de Boston      | 84 | 51 | 26 | 7  | 332 | 268 | 109 |
| +002, | Nordiques de Québec   | 84 | 47 | 27 | 10 | 351 | 300 | 104 |
| +003, | Canadiens de Montréal | 84 | 48 | 30 | 6  | 326 | 280 | 102 |
| +004, | Sabres de Buffalo     | 84 | 38 | 36 | 10 | 335 | 297 | 86  |
| +005, | Whalers de Hartford   | 84 | 26 | 52 | 6  | 284 | 369 | 58  |
| +006, | Sénateurs d'Ottawa    | 84 | 10 | 70 | 4  | 202 | 395 | 24  |

| Clt   | Équipe                 | PJ | V  | D  | N  | BP  | BC  | Pts |
| ----- | ---------------------- | -- | -- | -- | -- | --- | --- | --- |
| +001, | Penguins de Pittsburgh | 84 | 56 | 21 | 7  | 367 | 268 | 119 |
| +002, | Capitals de Washington | 84 | 43 | 34 | 7  | 325 | 286 | 93  |
| +003, | Islanders de New York  | 84 | 40 | 37 | 7  | 335 | 297 | 87  |
| +004, | Devils du New Jersey   | 84 | 40 | 37 | 7  | 308 | 299 | 87  |
| +005, | Flyers de Philadelphie | 84 | 36 | 37 | 11 | 319 | 319 | 83  |
| +006, | Rangers de New York    | 84 | 34 | 39 | 11 | 304 | 308 | 79  |

#### Association Campbell
| Clt   | Équipe                   | PJ | V  | D  | N  | BP  | BC  | Pts |
| ----- | ------------------------ | -- | -- | -- | -- | --- | --- | --- |
| +001, | Blackhawks de Chicago    | 84 | 47 | 25 | 12 | 279 | 230 | 106 |
| +002, | Red Wings de Détroit     | 84 | 47 | 28 | 9  | 369 | 280 | 103 |
| +003, | Maple Leafs de Toronto   | 84 | 44 | 29 | 11 | 288 | 241 | 99  |
| +004, | Blues de Saint-Louis     | 84 | 37 | 36 | 11 | 282 | 278 | 85  |
| +005, | North Stars du Minnesota | 84 | 36 | 38 | 10 | 272 | 293 | 82  |
| +006, | Lightning de Tampa Bay   | 84 | 23 | 54 | 7  | 245 | 332 | 53  |

| Clt   | Équipe               | PJ | V  | D  | N  | BP  | BC  | Pts |
| ----- | -------------------- | -- | -- | -- | -- | --- | --- | --- |
| +001, | Canucks de Vancouver | 84 | 46 | 29 | 9  | 346 | 278 | 101 |
| +002, | Flames de Calgary    | 84 | 43 | 30 | 11 | 322 | 282 | 97  |
| +003, | Kings de Los Angeles | 84 | 39 | 35 | 10 | 338 | 340 | 88  |
| +004, | Jets de Winnipeg     | 84 | 40 | 37 | 7  | 322 | 320 | 87  |
| +005, | Oilers d'Edmonton    | 84 | 26 | 50 | 8  | 242 | 337 | 60  |
| +006, | Sharks de San José   | 84 | 11 | 71 | 2  | 218 | 414 | 24  |

- Champion de la LNH
- Champion de division
- Qualifié pour les séries éliminatoires

### Meilleurs joueurs

#### Meilleurs pointeurs
| Joueur             | Équipe       | PJ | B  | A  | Pts | Pun |
| ------------------ | ------------ | -- | -- | -- | --- | --- |
| Mario Lemieux      | Pittsburgh   | 60 | 69 | 91 | 160 | 38  |
| Pat LaFontaine     | Buffalo      | 84 | 53 | 95 | 148 | 63  |
| Adam Oates         | Boston       | 84 | 45 | 97 | 142 | 32  |
| Steve Yzerman      | Détroit      | 84 | 58 | 79 | 137 | 44  |
| Teemu Selänne      | Winnipeg     | 84 | 76 | 56 | 132 | 45  |
| Pierre Turgeon     | NY Islanders | 83 | 58 | 74 | 132 | 26  |
| Aleksandr Moguilny | Buffalo      | 77 | 76 | 51 | 127 | 40  |
| Doug Gilmour       | Toronto      | 83 | 32 | 95 | 127 | 100 |
| Luc Robitaille     | Los Angeles  | 84 | 63 | 62 | 125 | 100 |
| Mark Recchi        | Philadelphie | 84 | 53 | 70 | 123 | 95  |

#### Meilleurs gardiens
| Joueur        | Équipe          | PJ | Min  | BC  | Bl | Moy  |
| ------------- | --------------- | -- | ---- | --- | -- | ---- |
| Félix Potvin  | Toronto         | 48 | 2781 | 116 | 2  | 2,5  |
| Ed Belfour    | Chicago         | 71 | 4106 | 177 | 7  | 2,59 |
| Tom Barrasso  | Pittsburgh      | 63 | 3702 | 186 | 4  | 3,01 |
| Curtis Joseph | Saint-Louis     | 68 | 3890 | 196 | 1  | 3,02 |
| Kay Whitmore  | Vancouver       | 31 | 1817 | 94  | 1  | 3,1  |
| Dominik Hašek | Buffalo         | 28 | 1429 | 75  | 0  | 3,15 |
| Andy Moog     | Boston          | 55 | 3194 | 168 | 3  | 3,16 |
| Jeff Reese    | Calgary         | 26 | 1311 | 70  | 1  | 3,2  |
| Patrick Roy   | Montréal        | 62 | 3595 | 192 | 2  | 3,2  |
| Daren Puppa   | Buffalo/Toronto | 32 | 1785 | 96  | 2  | 3,23 |

## Séries éliminatoires de la Coupe Stanley

### Tableau
L'équipe des Penguins de Pittsburgh, double détentrice de la Coupe Stanley, est favorite pour réaliser le triplé mais elle est éliminée dès le deuxième tour par les Islanders de New York.
|  | Quarts de finale d'association | Quarts de finale d'association | Quarts de finale d'association |   |            | Demi-finales d'association | Demi-finales d'association | Demi-finales d'association |  |    | Finales d'association | Finales d'association | Finales d'association |  |    | Finale de la Coupe Stanley | Finale de la Coupe Stanley | Finale de la Coupe Stanley |
|  |                                |                                |                                |   |            |                            |                            |                            |  |    |                       |                       |                       |  |    |                            |                            |                            |
|  | A1                             | Boston                         | 0                              |   |            |                            |                            |                            |  |    |                       |                       |                       |  |    |                            |                            |                            |
|  | A4                             | Buffalo                        | 4                              |   |            |                            |                            |                            |  |    |                       |                       |                       |  |    |                            |                            |                            |
|  | A4                             | Buffalo                        | 4                              |   | A4         | Buffalo                    | 0                          |                            |  |    |                       |                       |                       |  |    |                            |                            |                            |
|  |                                |                                |                                |   | A4         | Buffalo                    | 0                          |                            |  |    |                       |                       |                       |  |    |                            |                            |                            |
|  |                                | A3                             | Montréal                       | 4 |            |                            |                            |                            |  |    |                       |                       |                       |  |    |                            |                            |                            |
|  | A2                             | A3                             | Montréal                       | 4 | Québec     | 2                          |                            |                            |  |    |                       |                       |                       |  |    |                            |                            |                            |
|  | A2                             |                                |                                |   | Québec     | 2                          |                            |                            |  |    |                       |                       |                       |  |    |                            |                            |                            |
|  | A3                             | Montréal                       | 4                              |   |            |                            |                            |                            |  |    |                       |                       |                       |  |    |                            |                            |                            |
|  | A3                             | Montréal                       | 4                              |   |            |                            |                            |                            |  | A3 | Montréal              | 4                     |                       |  |    |                            |                            |                            |
|  | Association Prince de Galles   |                                |                                |   |            |                            |                            |                            |  | A3 | Montréal              | 4                     |                       |  |    |                            |                            |                            |
|  |                                | P3                             | Islanders de New York          | 1 |            |                            |                            |                            |  |    |                       |                       |                       |  |    |                            |                            |                            |
|  | P1                             | P3                             | Islanders de New York          | 1 | Pittsburgh | 4                          |                            |                            |  |    |                       |                       |                       |  |    |                            |                            |                            |
|  | P1                             |                                |                                |   | Pittsburgh | 4                          |                            |                            |  |    |                       |                       |                       |  |    |                            |                            |                            |
|  | P4                             | New Jersey                     | 1                              |   |            |                            |                            |                            |  |    |                       |                       |                       |  |    |                            |                            |                            |
|  | P4                             | New Jersey                     | 1                              |   | P1         | Pittsburgh                 | 3                          |                            |  |    |                       |                       |                       |  |    |                            |                            |                            |
|  |                                |                                |                                |   | P1         | Pittsburgh                 | 3                          |                            |  |    |                       |                       |                       |  |    |                            |                            |                            |
|  |                                | P3                             | Islanders de New York          | 4 |            |                            |                            |                            |  |    |                       |                       |                       |  |    |                            |                            |                            |
|  | P2                             | P3                             | Islanders de New York          | 4 | Washington | 2                          |                            |                            |  |    |                       |                       |                       |  |    |                            |                            |                            |
|  | P2                             |                                |                                |   | Washington | 2                          |                            |                            |  |    |                       |                       |                       |  |    |                            |                            |                            |
|  | P3                             | Islanders de New York          | 4                              |   |            |                            |                            |                            |  |    |                       |                       |                       |  |    |                            |                            |                            |
|  | P3                             | Islanders de New York          | 4                              |   |            |                            |                            |                            |  |    |                       |                       |                       |  | A3 | Montréal                   | 4                          |                            |
|  |                                |                                |                                |   |            |                            |                            |                            |  |    |                       |                       |                       |  | A3 | Montréal                   | 4                          |                            |
|  |                                | S3                             | Los Angeles                    | 1 |            |                            |                            |                            |  |    |                       |                       |                       |  |    |                            |                            |                            |
|  | N1                             | S3                             | Los Angeles                    | 1 | Chicago    | 0                          |                            |                            |  |    |                       |                       |                       |  |    |                            |                            |                            |
|  | N1                             |                                |                                |   | Chicago    | 0                          |                            |                            |  |    |                       |                       |                       |  |    |                            |                            |                            |
|  | N4                             | Saint-Louis                    | 4                              |   |            |                            |                            |                            |  |    |                       |                       |                       |  |    |                            |                            |                            |
|  | N4                             | Saint-Louis                    | 4                              |   | N4         | Saint-Louis                | 3                          |                            |  |    |                       |                       |                       |  |    |                            |                            |                            |
|  |                                |                                |                                |   | N4         | Saint-Louis                | 3                          |                            |  |    |                       |                       |                       |  |    |                            |                            |                            |
|  |                                | N3                             | Toronto                        | 4 |            |                            |                            |                            |  |    |                       |                       |                       |  |    |                            |                            |                            |
|  | N2                             | N3                             | Toronto                        | 4 | Détroit    | 3                          |                            |                            |  |    |                       |                       |                       |  |    |                            |                            |                            |
|  | N2                             |                                |                                |   | Détroit    | 3                          |                            |                            |  |    |                       |                       |                       |  |    |                            |                            |                            |
|  | N3                             | Toronto                        | 4                              |   |            |                            |                            |                            |  |    |                       |                       |                       |  |    |                            |                            |                            |
|  | N3                             | Toronto                        | 4                              |   |            |                            |                            |                            |  | N3 | Toronto               | 3                     |                       |  |    |                            |                            |                            |
|  | Association Campbell           |                                |                                |   |            |                            |                            |                            |  | N3 | Toronto               | 3                     |                       |  |    |                            |                            |                            |
|  |                                | S3                             | Los Angeles                    | 4 |            |                            |                            |                            |  |    |                       |                       |                       |  |    |                            |                            |                            |
|  | S1                             | S3                             | Los Angeles                    | 4 | Vancouver  | 4                          |                            |                            |  |    |                       |                       |                       |  |    |                            |                            |                            |
|  | S1                             |                                |                                |   | Vancouver  | 4                          |                            |                            |  |    |                       |                       |                       |  |    |                            |                            |                            |
|  | S4                             | Winnipeg                       | 2                              |   |            |                            |                            |                            |  |    |                       |                       |                       |  |    |                            |                            |                            |
|  | S4                             | Winnipeg                       | 2                              |   | S1         | Vancouver                  | 2                          |                            |  |    |                       |                       |                       |  |    |                            |                            |                            |
|  |                                |                                |                                |   | S1         | Vancouver                  | 2                          |                            |  |    |                       |                       |                       |  |    |                            |                            |                            |
|  |                                | S3                             | Los Angeles                    | 4 |            |                            |                            |                            |  |    |                       |                       |                       |  |    |                            |                            |                            |
|  | S2                             | S3                             | Los Angeles                    | 4 | Calgary    | 2                          |                            |                            |  |    |                       |                       |                       |  |    |                            |                            |                            |
|  | S2                             |                                |                                |   | Calgary    | 2                          |                            |                            |  |    |                       |                       |                       |  |    |                            |                            |                            |
|  | S3                             | Los Angeles                    | 4                              |   |            |                            |                            |                            |  |    |                       |                       |                       |  |    |                            |                            |                            |

### Finale de la Coupe Stanley
La finale de la Coupe Stanley 1993 a eu lieu pour le 100e anniversaire de l'épreuve. Elle oppose la plus vieille équipe de la Ligue nationale de hockey, les Canadiens de Montréal, aux Kings de Los Angeles emmenés par le plus grand joueur de tous les temps, Wayne Gretzky.
- 1er juin : Montréal 1-4 Los Angeles
- 3 juin : Montréal 3-2 Los Angeles
- 5 juin : Los Angeles 3-4 Montréal
- 7 juin : Los Angeles 2-3 Montréal
- 9 juin : Montréal 4-1 Los Angeles

Après avoir perdu le premier match à domicile, Montréal gagne les quatre suivants pour remporter la série 4-1 et la Coupe Stanley.

## Récompenses

### Trophées
| Trophée                      | Vainqueur                                            | Équipe                                               |
| ---------------------------- | ---------------------------------------------------- | ---------------------------------------------------- |
| Trophée Calder               | Teemu Selänne                                        | Jets de Winnipeg                                     |
| Trophée Lester-B.-Pearson    | Mario Lemieux                                        | Penguins de Pittsburgh                               |
| Trophée Art-Ross             | Mario Lemieux                                        | Penguins de Pittsburgh                               |
| Trophée Hart                 | Mario Lemieux                                        | Penguins de Pittsburgh                               |
| Trophée Conn-Smythe          | Patrick Roy                                          | Canadiens de Montréal                                |
| Trophée Bill-Masterton       | Mario Lemieux                                        | Penguins de Pittsburgh                               |
| Trophée Frank-J.-Selke       | Doug Gilmour                                         | Maple Leafs de Toronto                               |
| Trophée Jack-Adams           | Pat Burns                                            | Maple Leafs de Toronto                               |
| Trophée James-Norris         | Chris Chelios                                        | Blackhawks de Chicago                                |
| Trophée King-Clancy          | Dave Poulin                                          | Bruins de Boston                                     |
| Trophée Lady Byng            | Pierre Turgeon                                       | Islanders de New York                                |
| Trophée Lester-Patrick       | Frank Boucher, Red Dutton, Bruce McNall et Gil Stein | Frank Boucher, Red Dutton, Bruce McNall et Gil Stein |
| Trophée Vézina               | Ed Belfour                                           | Blackhawks de Chicago                                |
| Trophée William-M.-Jennings  | Ed Belfour                                           | Blackhawks de Chicago                                |
| Trophée plus-moins de la LNH | Mario Lemieux                                        | Penguins de Pittsburgh                               |

| Trophée                      | Équipe                 |
| ---------------------------- | ---------------------- |
| Trophée Clarence-S.-Campbell | Kings de Los Angeles   |
| Trophée Prince de Galles     | Canadiens de Montréal  |
| Trophée des présidents       | Penguins de Pittsburgh |
| Coupe Stanley                | Canadiens de Montréal  |

### Équipes d'étoiles

#### Première et deuxième équipe
| Position       | Première équipe | Première équipe        | Deuxième équipe    | Deuxième équipe        |
| Position       | Joueur          | Équipe                 | Joueur             | Équipe                 |
| -------------- | --------------- | ---------------------- | ------------------ | ---------------------- |
| Gardien de but | Ed Belfour      | Blackhawks de Chicago  | Tom Barrasso       | Penguins de Pittsburgh |
| Défenseur      | Raymond Bourque | Bruins de Boston       | Al Iafrate         | Capitals de Washington |
| Défenseur      | Chris Chelios   | Blackhawks de Chicago  | Larry Murphy       | Penguins de Pittsburgh |
| Ailier gauche  | Luc Robitaille  | Kings de Los Angeles   | Kevin Stevens      | Penguins de Pittsburgh |
| Centre         | Mario Lemieux   | Penguins de Pittsburgh | Pat LaFontaine     | Sabres de Buffalo      |
| Ailier droit   | Teemu Selänne   | Jets de Winnipeg       | Aleksandr Moguilny | Sabres de Buffalo      |

#### Équipe des recrues
| Position       | Joueur            | Équipe                 |
| -------------- | ----------------- | ---------------------- |
| Gardien de but | Félix Potvin      | Maple Leafs de Toronto |
| Défenseur      | Vladimir Malakhov | Islanders de New York  |
| Défenseur      | Scott Niedermayer | Devils du New Jersey   |
| Attaquant      | Joé Juneau        | Bruins de Boston       |
| Attaquant      | Eric Lindros      | Flyers de Philadelphie |
| Attaquant      | Teemu Selänne     | Jets de Winnipeg       |